# Bulltoftafältet

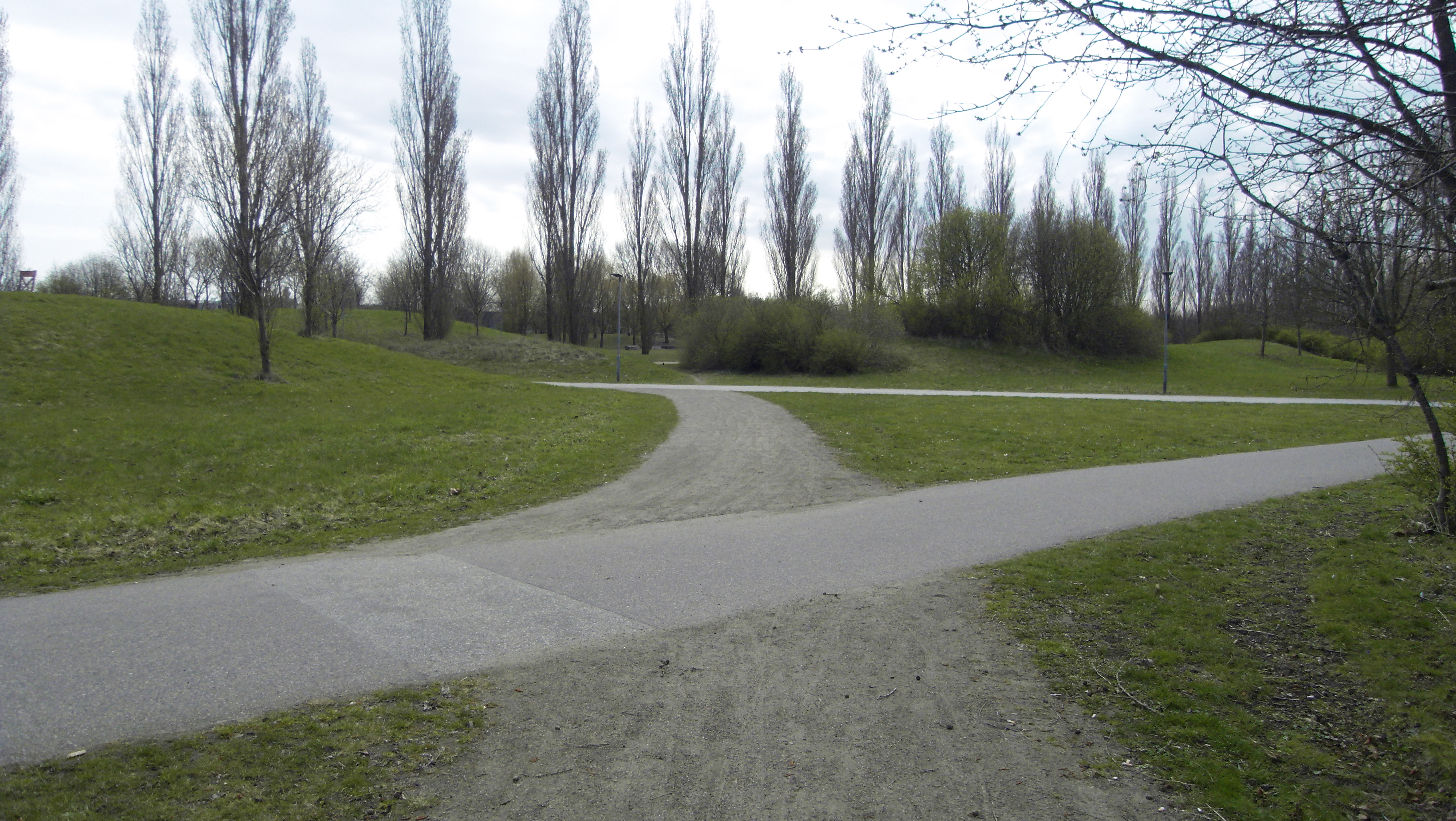
Vy över Flygfältsparken på Bulltoftafältet.

Bulltoftafältet, eller lokalt enbart "Fältet", är ett stort grönområde beläget i Bulltofta i Malmö. Fältet ligger på före detta Bulltofta flygplats mark och upptas mestadels av park och mindre industri, där även Flygfältsparken är belägen. Tillsammans med andra angränsande grönområden bildas ett mycket stort grönområde, som sträcker sig från Vattenverksvägen ända bort till Sallerupsvägen. Hela detta grönområde innehåller en mångfald av kullar och träd, samt övriga strukturer.